# Безель, Яков Владимирович
Я́ков Влади́мировин Бе́зель (30 июня 1938, Москва — 20 июня 2025, там же) — советский и российский учёный, доктор технических наук, специалист в области автоматизированных систем управления, академик РАРАН, академик АТН РФ, научный руководитель ПАО «НПО „Алмаз“».

## Биография
Родился 30 июня 1938 года в Москве.
Выпускник кафедры вычислительной техники Московского энергетического института 1961 года.
Должности и разработки:
- ведущий системный проектировщик модернизированной автоматизированной системы радиотехнического батальона, полка «Межа-М» и «Межа-200»;
- первый заместитель главного конструктора автоматизированных систем на новой элементной конструкторско-технологической базе 1970-х годов для радиотехнических войск «Нива», «Основа» и «Основа-1»;
- первый заместитель главного конструктора (затем главный конструктор) автоматизированной системы зенитной ракетной бригады (части) «Байкал»;
- главный конструктор автоматизированных систем зенитной ракетной бригады (части) и авиационных полков смешанного состава «Байкал-1» и «Байкал-1М».

Также Яков Владимирович является генеральным конструктором системы ПВО С-50, генеральным конструктором модернизированной системы ПВО города Москвы С-50М, АСУ Пограничных войск.
Почётный радист (1995). Заслуженный деятель науки и техники РФ (1992). Государственная премия РФ (1995).
Умер 20 июня 2025 года в Москве из-за продолжительной тяжёлой болезни.